# Festival Eurovisão da Canção 1993
O Festival Eurovisão da Canção 1993 (em inglês: Eurovision Song Contest 1993, em francês: Concours Eurovision de la chanson 1993 e em irlandês: Comórtas Amhránaíochta na hEoraifíse 1993) foi o 38º Festival Eurovisão da Canção e realizou-se em 15 de maio na cidade de Millstreet, na Irlanda. A apresentadora foi Fionnuala Sweeney e a vencedora do evento foi Niamh Kavanagh com a canção, "In Your Eyes" (Nos teus olhos).
Em 1993 a União Europeia de Radiodifusão teve uma explosão do número de países que desejavam participar, devido não só ao desaparecimento da URSS, do fim da Checoslováquia e da desintegração da Jugoslávia, este o único país comunista que tradicionalmente participou, tendo ganho o Festival Eurovisão da Canção 1989, realizando-se em Zagreb o Festival Eurovisão da Canção 1990. Pela primeira vez teve de haver uma pré-qualificação apenas para os países que nunca tinham participado. Nessa pré-eliminatória participaram a Croácia, a Bósnia e Herzegovina, Hungria, Eslovénia, Eslováquia, Roménia e Estónia. A pré-eliminatória realizou-se em Liubliana, capital da Eslovénia, no dia 3 de abril de 1993. tendo sido apurados para a final os três primeiros classificados: Bósnia e Herzegovina, Croácia e Eslovénia.

## Local

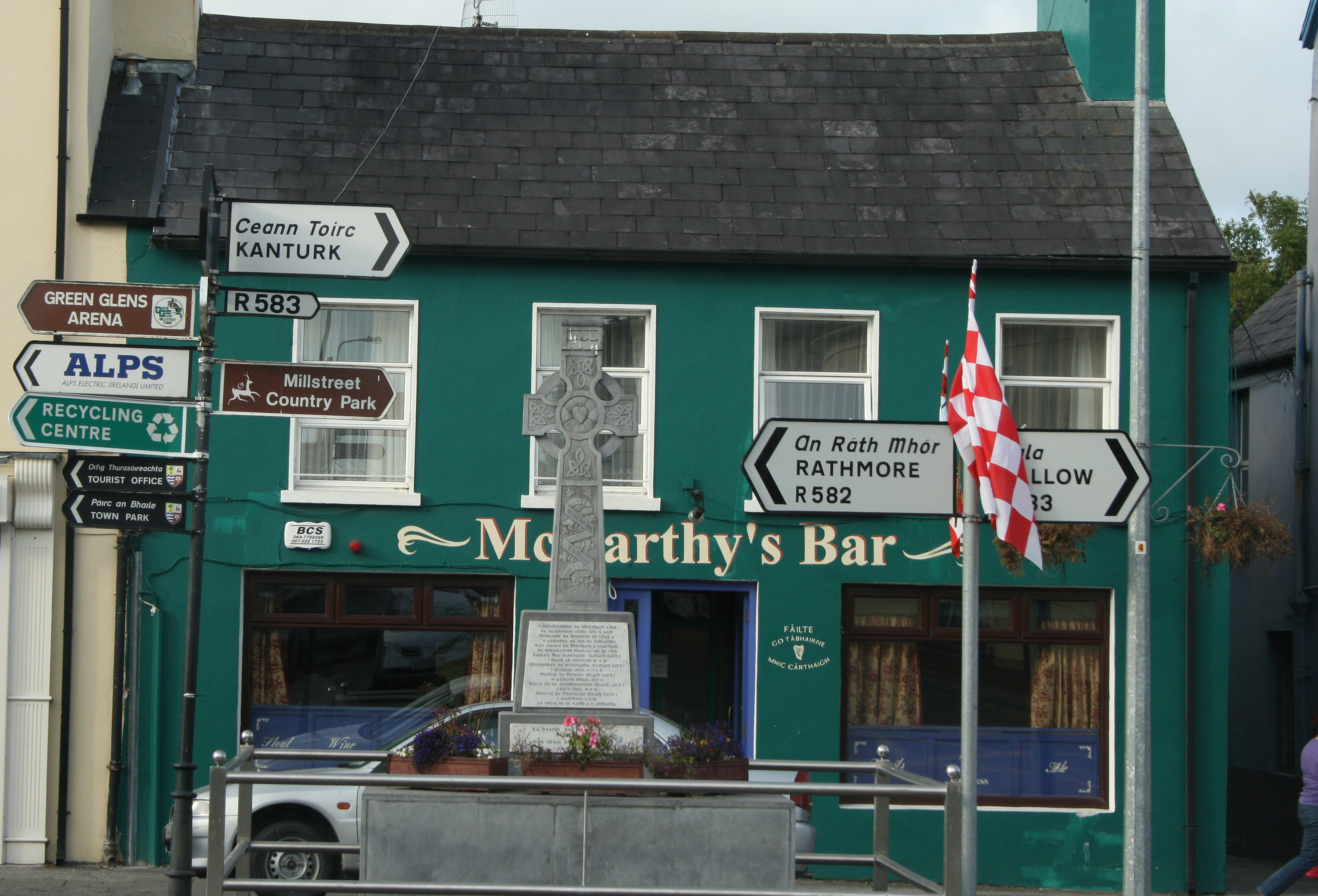
Millstreet, cidade-sede da edição.

O Festival Eurovisão da Canção 1992 ocorreu em Millstreet, na Irlanda. Millstreet é uma cidade irlandesa localizada no condado de Cork, província de Munster. A cidade fica a 57 km de Cork e está ligada à capital do condado através da linha ferroviária Mallow-Killarney-Tralee. Esta foi a menor cidade de sempre a receber o certame.
O festival em si realizou-se no Green Glens Arena, uma arena equestre na pequena cidade. A localização escolhida para acolher este Festival Eurovisão da Canção foi bastante peculiar. Além de Millstreet ser uma pequena e remota cidade, com cerca de cerca de 1500 habitantes, o local escolhido para a realização deste evento foi também invulgar uma vez que a Green Glens Arena era um centro equestre.

## Formato
O dono da Green Glens Arena, Noel C. Duggan, escreveu à RTÉ na mesma noite da vitória irlandesa na edição de 1992, propondo o uso gratuito do local para sediar o concurso. O local, um grande centro equestre coberto e bem equipado, foi considerado mais do que adequado como a localização pela emissora RTÉ. Com enorme apoio das autoridades locais e nacionais, além de várias empresas na região, a infraestrutura da cidade foi bastante aprimorada para acomodar um evento dessa magnitude. Foi também a maior transmissão externa já tentada pela emissora estatal RTÉ e foi considerada um triunfo técnico para todos os envolvidos. No entanto, foram várias as queixas feitas ao local do certame, nomeadamente o facto de ser uma cidade remota no interior. Devido à inexistência de capacidade hoteleira, os representantes dos países ficaram alojados em Killarney, a 30km da cidade.
Pela primeira vez, uma mulher foi a diretora da final da competição, Anita Notaro.
A EBU introduziu uma nova regra naquele ano para regular os muitos países que desejavam participar da competição, a repescagem. A partir de agora, os seis países que terminassem nos últimos lugares da classificação final perdiam o direito de competir no ano seguinte. Esta regra permaneceu em vigor até 2004 com a introdução das semifinais.

### Kvalifikacija za Millstreet
Para fazer face ao aumento de países interessados em participar no Festival Eurovisão da Canção, a EBU realizou, a 3 de abril de 1993, uma pré-selecção para o Festival Eurovisão da Canção 1993 - Kvalifikacija za Millstreet. Esta teve lugar em Ljubljana, na Eslovénia, onde sete novos países da Europa de Leste lutaram por um dos três lugares disponíveis para a final.
Os representantes dos sete países a concurso interpretaram, além do tema que apresentavam a concurso por um lugar no Festival Eurovisão da Canção, um outro tema do seu reportório. A interpretação deste último tema em nada influenciou a votação do júri.
Após uma votação bastante renhida e marcada pela votação entre países vizinhos, a Eslovénia, a Bósnia-Herzegovina e a Croácia alcançaram os três primeiros ligares que lhe garantiram o acesso à final do Festival Eurovisão da Canção 1993.

## Visual
A abertura da competição começou com um vídeo. Na primeira parte, foi encenado um episódio retirado da mitologia celta: a história de amor entre Eochaid Airem e Pewter. Na segunda, exibições turísticas do interior da Irlanda e da cidade de Millstreet foram mostradas. A câmera então mostrou Davy Spillane, que tocou música tradicional irlandesa durante o vídeo. A abertura termina com outro vídeo, filmado durante a semana de ensaios e mostrando a recepção de delegações estrangeiras e as festividades organizadas.
A orquestra era dirigida por Noel Kelehan.
O palco foi criado por Alan Farquharson, que também foi chefe de produção dois anos depois em Dublin. O cenário era constituída por uma grande plataforma trapezoidal que jogado na extremidade inferior de uma estrutura namoro suspenso a partir do teto, e sob a superfície translúcida de ambas as estruturas de tubos de néon teve com o cenário mudou de cor em cada atuação.
A apresentadora foi Fionnuala Sweeney, que falou aos espectadores em irlandês, inglês e francês.
Os cartões postais mostravam os participantes à descoberta da riqueza cultural e turística da Irlanda.
O intervalo foi ocupado por Linda Martin e Johnny Logan, acompanhados pelos coros da Escola de Música de Cork e de Millstreet.

## Votação
Cada país tinha um júri composto por 11 elementos, que atribuiu 12, 10, 8, 7, 6, 5, 4, 3, 2, 1 pontos às dez canções mais votadas.
O supervisor executivo da EBU foi, pela primeira vez Christian Clausen.
Durante a votação, a câmera fez vários close-ups dos artistas. Em particular, Niamh Kavanagh, Anabela e o Annie Cotton apareceram.
Fionnuala Sweeney iniciou a votação cumprimentando Frank Naef, que estava presente na sala.
Devido a problemas técnicos a divulgação das pontuações do júri maltês foi adiada para o final da votação.
A apresentadora, quando o júri holandês atribuiu 10 pontos à Irlanda, a apresentadora anunciou "Irlanda, 12 pontos", corrigido depois o erro.
Um momento particularmente emocionante foi quando a Bósnia Herzegovina deu a sua votação. Devido à guerra civil que vivia o estado, existia o receio de não poder receber o seu voto devido a dificuldades de comunicação. Porém, quando a voz do porta-voz da Bósnia foi ouvida com interferência, o público aplaudiu profusamente.

## Participações individuais
Predefinição:Participações Individuais ESC1993

## Participantes

Países participantes

| País                 | Título original da Canção                        | Artista                           | Processo                                                   | Data da Selecção        |
| País                 | Tradução em Português                            | Idiomas de Interpretação          | Processo                                                   | Data da Selecção        |
| -------------------- | ------------------------------------------------ | --------------------------------- | ---------------------------------------------------------- | ----------------------- |
| Alemanha             | "Viel zu weit"                                   | Münchener Freiheit                | Seleção interna                                            | -                       |
| Alemanha             | Longe Demais                                     | Alemão                            | Seleção interna                                            | -                       |
| Áustria              | "Maria Magdalena"                                | Tony Wegas                        | Österreichische Vorausscheidung 1993                       | 30 de março de 1993     |
| Áustria              | Maria Madalena                                   | Alemão                            | Österreichische Vorausscheidung 1993                       | 30 de março de 1993     |
| Bélgica              | "Iemand als jij"                                 | Barbara Dex                       | Eurosong 1993                                              | 6 de março de 1993      |
| Bélgica              | Alguém como tu                                   | Holandês                          | Eurosong 1993                                              | 6 de março de 1993      |
| Bósnia e Herzegovina | "Sva bol svijeta"                                | Fazla                             | Eurosong BiH 1993                                          | 28 de fevereiro de 1993 |
| Bósnia e Herzegovina | Toda a dor do mundo                              | Bósnio                            | Eurosong BiH 1993                                          | 28 de fevereiro de 1993 |
| Chipre               | "Mi Stamatas" (Μη σταματάς)                      | Zimboulakis & Van Beke            | Kýprioi Telikoú tis Diagonismós Tragoudioú Eurovision 1993 | 23 de março de 1993     |
| Chipre               | Não parem                                        | Grego                             | Kýprioi Telikoú tis Diagonismós Tragoudioú Eurovision 1993 | 23 de março de 1993     |
| Croácia              | "Don't ever cry"                                 | Put                               | Dora 1993                                                  | 28 de fevereiro de 1993 |
| Croácia              | Nunca chores                                     | Croata & Inglês                   | Dora 1993                                                  | 28 de fevereiro de 1993 |
| Dinamarca            | "Under stjernerne på himlen"                     | Tommy Seebach Band                | Dansk Melodi Grand-Prix 1993                               | 3 de abril de 1993      |
| Dinamarca            | Debaixo das estrelas do céu                      | Dinamarquês                       | Dansk Melodi Grand-Prix 1993                               | 3 de abril de 1993      |
| Eslovénia            | "Tih deževen dan"                                | 1X Band                           | EMA 1993                                                   | 27 de fevereiro de 1993 |
| Eslovénia            | Um dia chuvoso calmo                             | Esloveno                          | EMA 1993                                                   | 27 de fevereiro de 1993 |
| Espanha              | "Hombres"                                        | Eva Santamaría                    | Selecção Interna                                           | -                       |
| Espanha              | Homens                                           | Castelhano                        | Selecção Interna                                           | -                       |
| Finlândia            | "Tule luo"                                       | Katri Helena                      | Euroviisut 1993                                            | 6 de março de 1993      |
| Finlândia            | Vem para Mim                                     | Finlandês                         | Euroviisut 1993                                            | 6 de março de 1993      |
| França               | "Mama Corsica"                                   | Patrick Fiori                     | Seleção interna                                            | -                       |
| França               | Mãe Córsega                                      | Francês & Corso                   | Seleção interna                                            | -                       |
| Grécia               | "Eladha, Hora Tu Fotos" (Ελλάδα, χώρα του φωτός) | Katerina Garbi                    | Seleção interna                                            | -                       |
| Grécia               | Grécia, País de Luz                              | Grego                             | Seleção interna                                            | -                       |
| Irlanda              | "In Your Eyes"                                   | Niamh Kavanagh                    | National Song Contest 1993                                 | 14 de março de 1993     |
| Irlanda              | Nos teus olhos                                   | Inglês                            | National Song Contest 1993                                 | 14 de março de 1993     |
| Islândia             | "Þá veistu svarið"                               | Inga                              | Íslenska Söngvakeppni Sjónvarpsins 1993                    | 20 de fevereiro de 1993 |
| Islândia             | Então saberás a resposta                         | Islandês                          | Íslenska Söngvakeppni Sjónvarpsins 1993                    | 20 de fevereiro de 1993 |
| Israel               | "Shiru" (שירו)                                   | Sarah'le Sharon & The Shiru Group | Kdam Eurovision 1993                                       | 1 de abril de 1993      |
| Israel               | Cantem                                           | Hebraico & Inglês                 | Kdam Eurovision 1993                                       | 1 de abril de 1993      |
| Itália               | "Sole d'Europa"                                  | Enrico Ruggeri                    | Seleção interna                                            | -                       |
| Itália               | Sol da Europa                                    | Italiano                          | Seleção interna                                            | -                       |
| Luxemburgo           | "Donne-moi une chance"                           | Modern Times                      | Seleção interna                                            | -                       |
| Luxemburgo           | Dá-me uma oportunidade                           | Francês & Luxemburguês            | Seleção interna                                            | -                       |
| Malta                | "This Time"                                      | William Mangion                   | Kanzunetta għall-Ewropa 1993                               | 13 de março de 1993     |
| Malta                | Desta vez                                        | Inglês                            | Kanzunetta għall-Ewropa 1993                               | 13 de março de 1993     |
| Noruega              | "Alle mine tankar"                               | Silje Vige                        | Melodi Grand-Prix 1993                                     | 6 de março de 1993      |
| Noruega              | Todos os meus pensamentos                        | Norueguês                         | Melodi Grand-Prix 1993                                     | 6 de março de 1993      |
| Países Baixos        | "Vrede"                                          | Ruth Jacott                       | Nationaal Songfestival 1993                                | 26 de março de 1993     |
| Países Baixos        | Paz                                              | Holandês                          | Nationaal Songfestival 1993                                | 26 de março de 1993     |
| Portugal             | "A cidade (até ser dia)"                         | Anabela                           | Festival RTP da Canção 1993                                | 11 de março de 1993     |
| Portugal             | A cidade (até ser dia)                           | Português                         | Festival RTP da Canção 1993                                | 11 de março de 1993     |
| Reino Unido          | "Better the Devil You Know"                      | Sonia                             | A song for Europe 1993                                     | 9 de abril de 1993      |
| Reino Unido          | Mais vale um mal conhecido                       | Inglês                            | A song for Europe 1993                                     | 9 de abril de 1993      |
| Suécia               | "Eloise"                                         | Arvingarna                        | Melodifestivalen 1993                                      | 5 de março de 1993      |
| Suécia               | Eloise                                           | Sueco                             | Melodifestivalen 1993                                      | 5 de março de 1993      |
| Suíça                | "Moi, tout simplement"                           | Annie Cotton                      | Schweizer Auscheidung 1993                                 | 6 de fevereiro de 1993  |
| Suíça                | Eu simplesmente                                  | Francês                           | Schweizer Auscheidung 1993                                 | 6 de fevereiro de 1993  |
| Turquia              | "Esmer yarim"                                    | Burak Aydos                       | Eurovision Şarkı Yarışması Türkiye Finali 1993             | 13 de março de 1993     |
| Turquia              | Minha querida morena                             | Turco                             | Eurovision Şarkı Yarışması Türkiye Finali 1993             | 13 de março de 1993     |

## Festival
| #   | País                 | Idioma                 | Artista                           | Canção                                           | Lugar | Pontuação |
| --- | -------------------- | ---------------------- | --------------------------------- | ------------------------------------------------ | ----- | --------- |
| 1º  | Itália               | Italiano               | Enrico Ruggeri                    | "Sole d'Europa"                                  | 12º   | 45        |
| 2º  | Turquia              | Turco                  | Burak Aydos                       | "Esmer yarim"                                    | 21º   | 10        |
| 3º  | Alemanha             | Alemão                 | Münchener Freiheit                | "Viel zu weit"                                   | 18º   | 18        |
| 4º  | Suíça                | Francês                | Annie Cotton                      | "Moi, tout simplement"                           | 3º    | 148       |
| 5º  | Dinamarca            | Dinamarquês            | Tommy Seebach Band                | "Under stjernerne på himlen"                     | 23º   | 9         |
| 6º  | Grécia               | Grego                  | Katerina Garbi                    | "Eladha, Hora Tu Fotos" (Ελλάδα, χώρα του φωτός) | 9º    | 64        |
| 7º  | Bélgica              | Holandês               | Barbara Dex                       | "Iemand als jij"                                 | 25º   | 3         |
| 8º  | Malta                | Inglês                 | William Mangion                   | "This Time"                                      | 8º    | 69        |
| 9º  | Islândia             | Islandês               | Inga                              | "Þá veistu svarið"                               | 13º   | 42        |
| 10º | Áustria              | Alemão                 | Tony Wegas                        | "Maria Magdalena"                                | 14º   | 32        |
| 11º | Portugal             | Português              | Anabela                           | "A cidade (até ser dia)"                         | 10º   | 60        |
| 12º | França               | Francês & Corso        | Patrick Fiori                     | "Mama Corsica"                                   | 4º    | 121       |
| 13º | Suécia               | Sueco                  | Arvingarna                        | "Eloise"                                         | 7º    | 89        |
| 14º | Irlanda              | Inglês                 | Niamh Kavanagh                    | "In Your Eyes"                                   | 1º    | 187       |
| 15º | Luxemburgo           | Francês & Luxemburguês | Modern Times                      | "Donne-moi une chance"                           | 20º   | 11        |
| 16º | Eslovénia            | Esloveno               | 1X Band                           | "Tih deževen dan"                                | 22º   | 9         |
| 17º | Finlândia            | Finlandês              | Katri Helena                      | "Tule luo"                                       | 17º   | 20        |
| 18º | Bósnia e Herzegovina | Bósnio                 | Fazla                             | "Sva bol svijeta"                                | 16º   | 27        |
| 19º | Reino Unido          | Inglês                 | Sonia                             | "Better the Devil You Know"                      | 2º    | 164       |
| 20º | Países Baixos        | Holandês               | Ruth Jacott                       | "Vrede"                                          | 6º    | 92        |
| 21º | Croácia              | Croata & Inglês        | Put                               | "Don't ever cry"                                 | 15º   | 31        |
| 22º | Espanha              | Castelhano             | Eva Santamaría                    | "Hombres"                                        | 11º   | 58        |
| 23º | Chipre               | Grego                  | Zimboulakis & Van Beke            | "Mi Stamatas" (Μη σταματάς)                      | 19º   | 17        |
| 24º | Israel               | Hebraico & Inglês      | Sarah'le Sharon & The Shiru Group | "Shiru" (שירו)                                   | 24º   | 4         |
| 25º | Noruega              | Norueguês              | Silje Vige                        | "Alle mine tankar"                               | 5º    | 120       |

### Resultados
A ordem de votação no Festival Eurovisão da Canção 1993, foi a seguinte:

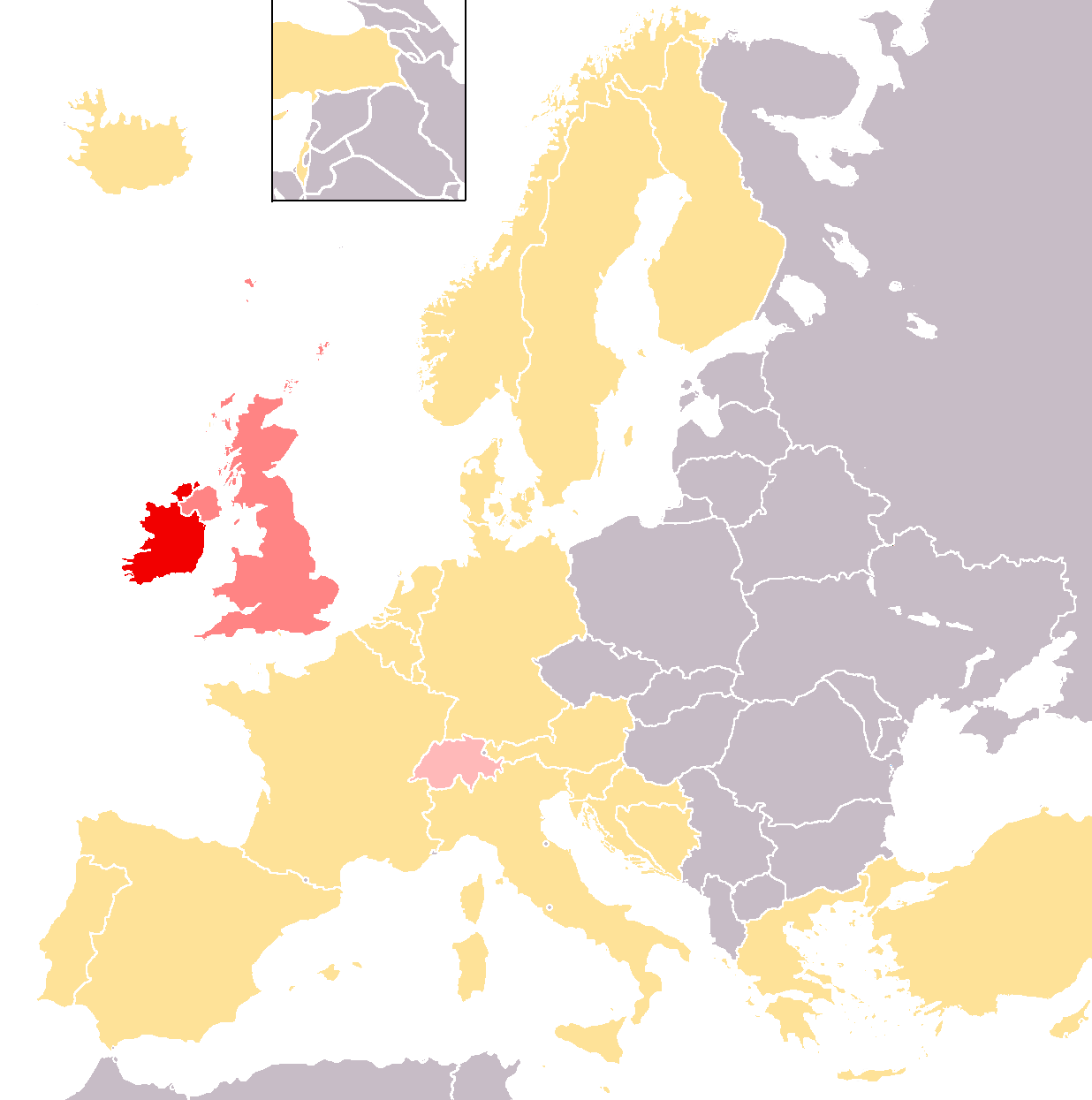
Vencedor
2º classificado
3º classificado

| Países Votantes      | Países Pontuados | Países Pontuados | Países Pontuados | Países Pontuados | Países Pontuados | Países Pontuados | Países Pontuados | Países Pontuados | Países Pontuados | Países Pontuados | Países Pontuados | Países Pontuados | Países Pontuados | Países Pontuados     | Países Pontuados | Países Pontuados | Países Pontuados | Países Pontuados     | Países Pontuados | Países Pontuados | Países Pontuados | Países Pontuados | Países Pontuados | Países Pontuados | Países Pontuados |
| -------------------- | ---------------- | ---------------- | ---------------- | ---------------- | ---------------- | ---------------- | ---------------- | ---------------- | ---------------- | ---------------- | ---------------- | ---------------- | ---------------- | -------------------- | ---------------- | ---------------- | ---------------- | -------------------- | ---------------- | ---------------- | ---------------- | ---------------- | ---------------- | ---------------- | ---------------- |
| Países Votantes      | Itália           | Turquia          | Alemanha         | Suíça            | Dinamarca        | Grécia           | Bélgica          | Malta            | Islândia         | Áustria          | Portugal         | França           | Suécia           | República da Irlanda | Luxemburgo       | Eslovénia        | Finlândia        | Bósnia e Herzegovina | Reino Unido      | Países Baixos    | Croácia          | Espanha          | Chipre           | Israel           | Noruega          |
| Itália               |                  |                  | 8                | 10               |                  | 2                |                  | 7                |                  |                  |                  |                  |                  | 12                   |                  | 4                |                  | 3                    | 1                | 6                |                  | 5                |                  |                  |                  |
| Turquia              |                  |                  |                  |                  |                  | 2                |                  | 5                |                  | 4                |                  | 7                |                  | 1                    |                  |                  | 3                | 12                   | 8                | 6                |                  |                  |                  |                  | 10               |
| Alemanha             |                  |                  |                  | 12               |                  | 2                | 3                | 4                |                  |                  | 1                |                  | 8                | 5                    |                  |                  |                  |                      | 6                | 7                |                  |                  |                  |                  | 10               |
| Suíça                | 1                |                  | 2                |                  |                  |                  |                  | 7                |                  |                  |                  | 4                | 8                | 12                   |                  |                  |                  |                      | 5                |                  | 3                | 6                |                  |                  | 10               |
| Dinamarca            |                  |                  | 3                | 10               |                  |                  |                  | 5                | 4                |                  | 1                | 12               | 7                | 6                    |                  |                  |                  |                      | 8                |                  |                  |                  | 2                |                  |                  |
| Grécia               |                  |                  |                  | 7                |                  |                  |                  | 5                | 4                | 1                | 2                | 3                |                  | 6                    |                  |                  | 8                |                      |                  |                  |                  |                  | 10               |                  | 12               |
| Bélgica              |                  |                  |                  | 8                |                  |                  |                  |                  |                  | 3                |                  |                  | 10               | 2                    |                  |                  |                  | 1                    | 12               | 7                | 4                | 5                |                  |                  | 6                |
| Malta                | 7                |                  |                  | 5                |                  | 6                |                  |                  |                  |                  |                  |                  |                  | 12                   | 10               | 1                | 2                | 4                    |                  | 3                |                  | 8                |                  |                  |                  |
| Islândia             |                  | 1                |                  | 4                |                  |                  |                  |                  |                  |                  | 2                | 8                | 7                | 3                    |                  |                  | 5                |                      | 12               | 6                |                  |                  |                  |                  | 10               |
| Áustria              |                  |                  |                  | 6                |                  |                  |                  | 4                | 1                |                  | 5                | 7                | 10               | 8                    |                  |                  |                  |                      | 12               | 3                |                  | 2                |                  |                  |                  |
| Portugal             | 10               |                  |                  | 1                |                  |                  |                  | 2                |                  |                  |                  | 12               | 4                | 6                    |                  |                  |                  |                      | 7                |                  | 5                |                  |                  | 3                | 8                |
| França               | 5                |                  |                  | 12               |                  | 7                |                  | 2                |                  | 3                | 8                |                  |                  | 10                   |                  |                  |                  | 4                    | 6                |                  |                  |                  |                  | 1                |                  |
| Suécia               |                  |                  |                  | 6                | 1                |                  |                  | 4                | 7                |                  | 2                | 8                |                  | 12                   |                  | 3                |                  |                      | 10               | 5                |                  |                  |                  |                  |                  |
| Irlanda              |                  |                  | 4                | 7                |                  |                  |                  | 2                | 1                | 6                |                  | 10               |                  |                      |                  |                  |                  | 3                    | 8                | 12               |                  |                  |                  |                  | 5                |
| Luxemburgo           | 10               |                  |                  | 12               | 3                |                  |                  |                  |                  |                  | 4                | 6                | 5                | 7                    |                  |                  | 2                |                      | 8                |                  |                  |                  |                  |                  | 1                |
| Eslovénia            |                  |                  |                  | 8                |                  |                  |                  |                  | 5                |                  |                  | 4                | 6                | 12                   | 1                |                  |                  |                      | 10               | 7                |                  | 2                |                  |                  | 3                |
| Finlândia            | 8                |                  |                  | 4                |                  | 6                |                  |                  |                  |                  | 2                | 1                | 7                | 3                    |                  |                  |                  |                      | 5                |                  |                  | 10               |                  |                  | 12               |
| Bósnia e Herzegovina |                  | 2                |                  |                  | 5                |                  |                  | 4                |                  | 12               |                  |                  |                  | 8                    |                  | 1                |                  |                      | 3                | 10               |                  | 6                |                  |                  | 7                |
| Reino Unido          |                  |                  |                  | 10               |                  |                  |                  | 6                | 2                | 3                | 1                | 4                | 7                | 12                   |                  |                  |                  |                      |                  |                  | 8                |                  | 5                |                  |                  |
| Países Baixos        | 2                |                  | 1                | 8                |                  | 5                |                  |                  | 7                |                  | 12               | 3                |                  | 10                   |                  |                  |                  |                      | 4                |                  |                  | 7                |                  |                  | 6                |
| Croácia              |                  | 1                |                  | 2                |                  |                  |                  | 4                | 5                |                  |                  | 8                |                  | 6                    |                  |                  |                  |                      | 10               | 3                |                  |                  |                  |                  | 12               |
| Espanha              | 2                | 6                |                  | 3                |                  | 8                |                  | 4                |                  |                  | 12               |                  |                  | 10                   |                  |                  |                  |                      | 5                | 7                | 1                |                  |                  |                  |                  |
| Chipre               |                  |                  |                  | 6                |                  | 12               |                  | 1                | 2                |                  | 3                | 10               |                  | 7                    |                  |                  |                  |                      | 4                |                  |                  | 5                |                  |                  | 8                |
| Israel               |                  |                  |                  | 4                |                  | 7                |                  | 3                | 2                |                  |                  | 8                | 10               | 5                    |                  |                  |                  |                      | 12               |                  | 6                | 1                |                  |                  |                  |
| Noruega              |                  |                  |                  | 3                |                  | 7                |                  |                  | 2                |                  | 5                | 6                |                  | 12                   |                  |                  |                  |                      | 8                | 10               | 4                | 1                |                  |                  |                  |
| Total                | 45               | 10               | 18               | 148              | 9                | 64               | 3                | 69               | 42               | 32               | 60               | 121              | 89               | 187                  | 11               | 9                | 20               | 27                   | 164              | 92               | 31               | 58               | 17               | 4                | 120              |
| Lugar                | 12º              | 21º              | 18º              | 3º               | 22º              | 9º               | 25º              | 8º               | 13º              | 14º              | 10º              | 4º               | 7º               | 1º                   | 20º              | 22º              | 17º              | 16º                  | 2º               | 6º               | 15º              | 11º              | 19º              | 24º              | 5º               |
| Países Votantes      | Itália           | Turquia          | Alemanha         | Suíça            | Dinamarca        | Grécia           | Bélgica          | Malta            | Islândia         | Áustria          | Portugal         | França           | Suécia           | República da Irlanda | Luxemburgo       | Eslovénia        | Finlândia        | Bósnia e Herzegovina | Reino Unido      | Países Baixos    | Croácia          | Espanha          | Chipre           | Israel           | Noruega          |
| Países Votantes      | Países Pontuados |                  |                  |                  |                  |                  |                  |                  |                  |                  |                  |                  |                  |                      |                  |                  |                  |                      |                  |                  |                  |                  |                  |                  |                  |

| Países Votantes      | Países Pontuados | Países Pontuados | Países Pontuados | Países Pontuados | Países Pontuados | Países Pontuados | Países Pontuados | Países Pontuados | Países Pontuados | Países Pontuados | Países Pontuados | Países Pontuados | Países Pontuados | Países Pontuados     | Países Pontuados | Países Pontuados | Países Pontuados | Países Pontuados     | Países Pontuados | Países Pontuados | Países Pontuados | Países Pontuados | Países Pontuados | Países Pontuados | Países Pontuados |
| -------------------- | ---------------- | ---------------- | ---------------- | ---------------- | ---------------- | ---------------- | ---------------- | ---------------- | ---------------- | ---------------- | ---------------- | ---------------- | ---------------- | -------------------- | ---------------- | ---------------- | ---------------- | -------------------- | ---------------- | ---------------- | ---------------- | ---------------- | ---------------- | ---------------- | ---------------- |
| Países Votantes      | Itália           | Turquia          | Alemanha         | Suíça            | Dinamarca        | Grécia           | Bélgica          | Malta            | Islândia         | Áustria          | Portugal         | França           | Suécia           | República da Irlanda | Luxemburgo       | Eslovénia        | Finlândia        | Bósnia e Herzegovina | Reino Unido      | Países Baixos    | Croácia          | Espanha          | Chipre           | Israel           | Noruega          |
| Itália               | 0                | 0                | 8                | 10               | 0                | 2                | 0                | 7                | 0                | 0                | 0                | 0                | 0                | 12                   | 0                | 4                | 0                | 3                    | 1                | 6                | 0                | 5                | 0                | 0                | 0                |
| Turquia              | 0                | 0                | 8                | 10               | 0                | 4                | 0                | 12               | 0                | 4                | 0                | 7                | 0                | 13                   | 0                | 4                | 3                | 15                   | 9                | 12               | 0                | 5                | 0                | 0                | 10               |
| Alemanha             | 0                | 0                | 8                | 22               | 0                | 6                | 3                | 16               | 0                | 4                | 1                | 7                | 8                | 18                   | 0                | 4                | 3                | 15                   | 15               | 19               | 0                | 5                | 0                | 0                | 20               |
| Suíça                | 1                | 0                | 10               | 22               | 0                | 6                | 3                | 23               | 0                | 4                | 1                | 11               | 16               | 30                   | 0                | 4                | 3                | 15                   | 20               | 19               | 3                | 11               | 0                | 0                | 30               |
| Dinamarca            | 1                | 0                | 13               | 32               | 0                | 6                | 3                | 28               | 4                | 4                | 2                | 23               | 23               | 36                   | 0                | 4                | 3                | 15                   | 28               | 19               | 3                | 11               | 2                | 0                | 30               |
| Grécia               | 1                | 0                | 13               | 39               | 0                | 6                | 3                | 33               | 8                | 5                | 4                | 26               | 23               | 42                   | 0                | 4                | 11               | 15                   | 28               | 19               | 3                | 11               | 12               | 0                | 42               |
| Bélgica              | 1                | 0                | 13               | 47               | 0                | 6                | 3                | 33               | 8                | 8                | 4                | 26               | 33               | 44                   | 0                | 4                | 11               | 16                   | 40               | 26               | 7                | 16               | 12               | 0                | 48               |
| Islândia             | 1                | 1                | 13               | 51               | 0                | 6                | 3                | 33               | 8                | 8                | 6                | 34               | 40               | 47                   | 0                | 4                | 16               | 16                   | 52               | 32               | 7                | 16               | 12               | 0                | 58               |
| Áustria              | 1                | 1                | 13               | 57               | 0                | 6                | 3                | 37               | 9                | 8                | 11               | 41               | 50               | 55                   | 0                | 4                | 16               | 16                   | 64               | 35               | 7                | 18               | 12               | 0                | 58               |
| Portugal             | 11               | 1                | 13               | 58               | 0                | 6                | 3                | 39               | 9                | 8                | 11               | 53               | 54               | 61                   | 0                | 4                | 16               | 16                   | 71               | 35               | 12               | 18               | 12               | 3                | 66               |
| França               | 16               | 1                | 13               | 70               | 0                | 13               | 3                | 41               | 9                | 11               | 19               | 53               | 54               | 71                   | 0                | 4                | 16               | 20                   | 77               | 35               | 12               | 18               | 12               | 4                | 66               |
| Suécia               | 16               | 1                | 13               | 76               | 1                | 13               | 3                | 45               | 16               | 11               | 21               | 61               | 54               | 83                   | 0                | 7                | 16               | 20                   | 87               | 40               | 12               | 18               | 12               | 4                | 66               |
| Irlanda              | 16               | 1                | 17               | 83               | 1                | 13               | 3                | 47               | 17               | 17               | 21               | 71               | 54               | 83                   | 0                | 7                | 16               | 23                   | 95               | 52               | 12               | 18               | 12               | 4                | 71               |
| Luxemburgo           | 26               | 1                | 17               | 95               | 4                | 13               | 3                | 47               | 17               | 17               | 25               | 77               | 59               | 90                   | 0                | 7                | 18               | 23                   | 103              | 52               | 12               | 18               | 12               | 4                | 72               |
| Eslovénia            | 26               | 1                | 17               | 103              | 4                | 13               | 3                | 47               | 22               | 17               | 25               | 81               | 65               | 102                  | 1                | 7                | 18               | 23                   | 113              | 59               | 12               | 20               | 12               | 4                | 75               |
| Finlândia            | 34               | 1                | 17               | 107              | 4                | 19               | 3                | 47               | 22               | 17               | 27               | 82               | 72               | 105                  | 1                | 7                | 18               | 23                   | 118              | 59               | 12               | 30               | 12               | 4                | 87               |
| Bósnia e Herzegovina | 34               | 3                | 17               | 107              | 9                | 19               | 3                | 51               | 22               | 29               | 27               | 82               | 72               | 113                  | 1                | 8                | 18               | 23                   | 121              | 69               | 12               | 36               | 12               | 4                | 94               |
| Reino Unido          | 34               | 3                | 17               | 117              | 9                | 19               | 3                | 57               | 24               | 32               | 28               | 86               | 79               | 125                  | 1                | 8                | 18               | 23                   | 121              | 69               | 20               | 36               | 17               | 4                | 94               |
| Países Baixos        | 36               | 3                | 18               | 125              | 9                | 24               | 3                | 57               | 31               | 32               | 40               | 89               | 79               | 135                  | 1                | 8                | 18               | 23                   | 125              | 69               | 20               | 43               | 17               | 4                | 100              |
| Croácia              | 36               | 4                | 18               | 127              | 9                | 24               | 3                | 61               | 36               | 32               | 40               | 97               | 79               | 141                  | 1                | 8                | 18               | 23                   | 135              | 72               | 20               | 43               | 17               | 4                | 112              |
| Espanha              | 38               | 10               | 18               | 130              | 9                | 32               | 3                | 65               | 36               | 32               | 52               | 97               | 79               | 151                  | 1                | 8                | 18               | 23                   | 140              | 79               | 21               | 43               | 17               | 4                | 112              |
| Chipre               | 38               | 10               | 18               | 136              | 9                | 44               | 3                | 66               | 38               | 32               | 55               | 107              | 79               | 158                  | 1                | 8                | 18               | 23                   | 144              | 79               | 21               | 48               | 17               | 4                | 120              |
| Israel               | 38               | 10               | 18               | 140              | 9                | 51               | 3                | 69               | 40               | 32               | 55               | 115              | 89               | 163                  | 1                | 8                | 18               | 23                   | 156              | 79               | 27               | 49               | 17               | 4                | 120              |
| Noruega              | 38               | 10               | 18               | 143              | 9                | 58               | 3                | 69               | 42               | 32               | 60               | 121              | 89               | 175                  | 1                | 8                | 18               | 23                   | 164              | 89               | 31               | 50               | 17               | 4                | 120              |
| Malta                | 45               | 10               | 18               | 148              | 9                | 64               | 3                | 69               | 42               | 32               | 60               | 121              | 89               | 187                  | 11               | 9                | 20               | 27                   | 164              | 92               | 31               | 58               | 17               | 4                | 120              |
| Lugar                | 12º              | 21º              | 18º              | 3º               | 22º              | 9º               | 25º              | 8º               | 13º              | 14º              | 10º              | 4º               | 7º               | 1º                   | 20º              | 22º              | 17º              | 16º                  | 2º               | 6º               | 15º              | 11º              | 19º              | 24º              | 5º               |
| Países Votantes      | Itália           | Turquia          | Alemanha         | Suíça            | Dinamarca        | Grécia           | Bélgica          | Malta            | Islândia         | Áustria          | Portugal         | França           | Suécia           | República da Irlanda | Luxemburgo       | Eslovénia        | Finlândia        | Bósnia e Herzegovina | Reino Unido      | Países Baixos    | Croácia          | Espanha          | Chipre           | Israel           | Noruega          |
| Países Votantes      | Países Pontuados |                  |                  |                  |                  |                  |                  |                  |                  |                  |                  |                  |                  |                      |                  |                  |                  |                      |                  |                  |                  |                  |                  |                  |                  |

#### 12 pontos
Os países que receberam 12 pontos foram os seguintes:
| # | Países Pontuados     | Países Votantes                                               |
| - | -------------------- | ------------------------------------------------------------- |
| 7 | Irlanda              | Eslovénia, Itália, Malta, Noruega, Reino Unido, Suécia, Suíça |
| 4 | Reino Unido          | Áustria, Bélgica, Islândia, Israel                            |
| 3 | Noruega              | Croácia, Finlândia, Grécia                                    |
| 3 | Suíça                | Alemanha, França, Luxemburgo                                  |
| 2 | França               | Dinamarca, Portugal                                           |
| 2 | Portugal             | Espanha, Países Baixos                                        |
| 1 | Áustria              | Bósnia e Herzegovina                                          |
| 1 | Bósnia e Herzegovina | Turquia                                                       |
| 1 | Grécia               | Chipre                                                        |
| 1 | Países Baixos        | Irlanda                                                       |

### Maestros
Em baixo encontra-se a lista de maestros que conduziram a orquestra, na respectiva actuação de cada país concorrente.
| País                 | Maestro              |
| -------------------- | -------------------- |
| Itália               | Vittorio Cosma       |
| Turquia              | Nenhum               |
| Alemanha             | Norbert Daum         |
| Suíça                | Marc Sorrentino      |
| Dinamarca            | George Keller        |
| Grécia               | Haris Andreadis      |
| Bélgica              | Bert Candries        |
| Malta                | Joseph Sammut        |
| Islândia             | Jon Kjell Seljeseth  |
| Áustria              | Christian Kolonovits |
| Portugal             | Armindo Neves        |
| França               | Christian Cravero    |
| Suécia               | Curt-Eric Holmquist  |
| Irlanda              | Noel Kelehan         |
| Luxemburgo           | Francis Goya         |
| Eslovénia            | Jože Privšek         |
| Finlândia            | Olli Ahvenlahti      |
| Bósnia e Herzegovina | Noel Kelehan         |
| Reino Unido          | Nigel Wright         |
| Países Baixos        | Harry van Hoof       |
| Croácia              | Andrej Baša          |
| Espanha              | Eduardo Leiva        |
| Chipre               | George Theophanous   |
| Israel               | Amir Frohlich        |
| Noruega              | Rolf Løvland         |
| Maestro anfitrião    | Noel Kelehan         |

## Artistas repetentes
Alguns artistas repetiram a sua experiência Eurovisiva. Em 1993, os repetentes foram:
| País (1993) | Foto                          | Artista       | Ano Anterior | País Representado  | Canção                  | Tradução                      | Pontuação | Classificação |
| ----------- | ----------------------------- | ------------- | ------------ | ------------------ | ----------------------- | ----------------------------- | --------- | ------------- |
| Dinamarca   |                               | Tommy Seebach | ESC 1979     | Dinamarca          | "Disco Tango"           | Disco Tango                   | 76        | 6º            |
| Dinamarca   | ESC 1981 (com Debbie Cameron) | Tommy Seebach | Dinamarca    | "Krøller eller ej" | Encaracolado ou não     | 41                            | 11º       |               |
| Finlândia   |                               | Katri Helena  | ESC 1979     | Finlândia          | "Katson sineen taivaan" | Estou olhando para o céu azul | 38        | 14º           |
| Áustria     |                               | Tony Wegas    | ESC 1992     | Áustria            | "Zusammen geh'n"        | Vamos juntos                  | 63        | 10º           |